# Swiss Medical Weekly
Swiss Medical Weekly ist eine seit 1871 erscheinende medizinische Fachzeitschrift. Ihre Vorgänger waren das Correspondenz-Blatt für Schweizer Aerzte (1871–1919) sowie die Schweizerische Medizinische Wochenschrift (1920–2000). Die Beiträge durchlaufen ein Peer-Review-Verfahren. Die Artikel werden nach dem «Diamond Open Access»-Modell publiziert und sind damit für die Leser frei zugänglich. Für die Autoren fallen keine Publikationsgebühren an. 2010 führte die Zeitschrift das Publikationsmodell der «continuous online publication» ein: alle Artikel erscheinen laufend online. Der Impact-Faktor 2021 liegt bei 4,203.
Die Publikation ist in Medline, EMBASE und Scopus gelistet.